# Шереметева, Татьяна
Татьяна Шереметева (наст. имя — Татьяна Юрьевна Малинина) — прозаик, член Американского ПЕН-центра, Национального союза писателей США, Союза писателей Северной Америки, академик Международной академии литературы, искусства и коммуникаций (Германия) и Международной академии развития литературы и искусства (Канада).

## Биография
Родилась в старинной московской семье. Её дед — офицер Русской императорской армии, дважды Георгиевский кавалер Первой мировой войны, дворянин. Отец — военный летчик, фронтовик.
Писать начала в семь лет, в 14 лет была зачислена в Школу журналиста для одаренных детей при факультете журналистики МГУ, которую успешно окончила. Первые публикации автора появились в её школьные годы в газете «Московский комсомолец» с благословения  замечательного журналиста Юрия Щекочихина, в то время начинающего сотрудника газеты.
После окончания филологического факультета МГУ Татьяна Шереметева уезжает в Индию, в город Мадрас, где в Советском культурном центре преподает русский язык для иностранцев. Вернувшись в Москву, работает в Внешнеторговом Объединении «Международная книга», одновременно получает дополнительное профильное образование (Всесоюзная академия внешней торговли ВАВТ) и через несколько лет снова уезжает в длительную командировку — в Постоянное представительство СССР при ООН и других международных организациях в Женеве. После возвращения на родину проходит конкурсный отбор и пятнадцать лет работает директором по маркетингу в международном корпоративном бизнесе.
С 2009 года Татьяна Шереметева вместе с мужем, сотрудником ООН, живет в Нью-Йорке. 

## Творчество
Переезд из Москвы в Нью-Йорк совпадает с возобновлением активной творческой работы. Появляются публикации в литературных журналах разных стран, она становится призёром более 30-ти международных литературных конкурсов. Критики отмечают глубокий психологизм и образный язык её прозы.
После победы в Международном литературном фестивале «Русский Стиль» (Штутгарт, Германия) в 2013 г. её приглашают в Международную Гильдию Писателей.
В 2014 году Татьяна Шереметева становится профессиональным членом Американского ПЕН-Центра (PEN American Center) и начинает активно участвовать в разнообразных акциях и мероприятиях в поддержку свободы слова и права писателя на самовыражение.
Вскоре её принимают в Национальный союз писателей США (National Writers Union of America).
В 2013 году в издательстве «Za-Za Verlag» (Дюссельдорф, Германия) выходит её первая книга «Посвящается дурам. Семнадцать рассказов», которая быстро становится предметом пиратских скачиваний в интернете. В 2015 книга переиздается в издательстве «Bagriy&Company» (Чикаго, США) и занимает первое место в Германском международном литературном конкурсе русскоязычных авторов «Лучшая книга года» 2016. 
В 2015 году в том же издательстве «Bagriy&Company» выходит новый сборник повестей и рассказов автора «Грамерси-парк и другие истории», в 2016 г. — роман «Жить легко» и в январе 2018 г. — роман «Маленькая Луна». Все книги стали лауреатами конкурса «Лучшая книга года» (Германия). https://www.lulu.com/search?
К 2025 г.  в активе писательницы насчитывается более 500 публикаций в литературных журналах России, США, Канады, Германии, Израиля, Казахстана и Беларуси.
В 2013 г. она становится постоянным автором и вскоре лидером литературного раздела газеты «Московский комсомолец», где за два года в разделе " МК-Сетература " было опубликовано более 50 её рассказов.
Ее тексты также  регулярно публикуются и в русскоязычном ежемесячнике «Новый рубеж» (США).
Медиа-портал «RuMixer Media Group LLC» (Чикаго) на регулярной основе публикует её заметки и статьи и предлагает вести собственный блог, который автор решает назвать «Проверено на себе».
Аналогичное предложение поступает от журнала «Elegant New York», в котором появляется авторская колонка Татьяны Шереметевой «Путешествия дилетантки», а также публикуются её рассказы и отдельные главы из крупной прозы.
С 2015г.  Т. Шереметева является членом редакционного совета журнала «Elegant New York» и его литературным редактором.
В 2015 году начинается творческое сотрудничество с литературным журналом «Чайка» (Бостон), где открывается авторский блог Шереметевой.
На радио Чикаго «Народная волна» она выступает в новом качестве — как соведущая передачи поэта Вадима Молодого «Встречи с интересными людьми».
С 2012 года Татьяна Шереметева входит в состав жюри международных литературных конкурсов и со временем становится обладателем ряда специальных наград от устроителей Международного конкурса современной новеллы «СерНа» и Международного литературного конкурса «Триумф короткого сюжета» за профессиональное судейство и более сотни написанных рецензий.
Рассказ «Никогда. Рассказ второклассника» выходит в лидеры многих конкурсов и публикуется в России в школьных сборниках для внеклассного чтения.
Имя Татьяны Шереметевой хорошо известно в русскоязычной общине Нью-Йорка и других городах США. Она регулярно  выступает перед читательской аудиторией в таких литературных сообществах, как Пушкинское общество Америки, Клуб русской книги ООН, Клуб русской поэзии при Объединении русских литераторов Америки «Орлита», литературное кафе «Дядя Ваня», книжный магазин Нью-Йорка «Saint Petersburg», Национальный союз писателей США (National Writers Union of America) и др.
В 2019 г. выходит пятая книга «Личная коллекция. Magnum Opus», сборник эссе и афоризмов, издательство «Bagriy&Company» (Чикаго, США). https://www.lulu.com/search?
2020 г. – выход в свет шестой книги  – «Шёлковый шёпот желаний», сборника повестей, рассказов, эссе и афоризмов, издательство «Bagriy&Company» (Чикаго, США). https://www.lulu.com/search?
2024 г. – издательство "Новый Свет" (Торонто, Канада) выпускает  новую редакцию сборника "Грамерси-парк". https://www.lulu.com/search?
2025г. выходит сборник "Urbi et Orbi. Эссе и афоризмы", издательство "Bagriy&Company" (Чикаго, США) https://www.lulu.com/search?

Библиография
| Год  | Тип     | Название                                |
| ---- | ------- | --------------------------------------- |
| 2015 | сборник | Посвящается дурам. Семнадцать рассказов |
| 2015 | сборник | Грамерси-парк и другие истории!         |
| 2016 | роман   | Жить легко                              |
| 2018 | роман   | Маленькая луна                          |
| 2019 | сборник | Личная коллекция. Magnum Opus           |
| 2020 | сборник | Шёлковый шепот желаний                  |

## Публикации
Более 500 публикаций в литературных журналах России, США, Канады, Германии, Израиля, Украины и Беларуси.

## Премии и награды
Более сорока премий международных литературных конкурсов, среди них:
- 2015 — Лауреат Международного литературного конкурса русскоязычных авторов «Лучшая книга года», Германия (Сборник «Грамерси-парк»)[7]
- 2016 — Лауреат Международного литературного конкурса русскоязычных авторов «Лучшая книга года», Германия  (Сборник «Посвящается дурам»)
- 2016 — Лауреат Международного конкурса им. Де Ришельё, премия «Алмазный Дюк», Украина (Сборник «Грамерси-парк»)
- 2017 — Лауреат Международного литературного конкурса русскоязычных авторов «Лучшая книга года», Германия (Роман «Жить легко»)[8]
- 2017 — Лауреат Международного конкурса им. Де Ришельё, премия "Гран-при «Бриллиантовый Дюк», Украина (Роман «Жить легко»)
- 2018 — Включение главы из романа «Маленькая Луна» (рабочее название «Вкус, знакомый с детства») в альманах «Литературная Америка» 2017—2018гг. (Бумажный и электронный варианты)
- 2018 — Лауреат Германского международного литературного конкурса русскоязычных авторов «Лучшая книга года» (Роман «Маленькая Луна»)
- 2018 — Лауреат Международного конкурса им. Де Ришельё, премия Гран-при «Бриллиантовый Дюк», Украина (Роман «Маленькая Луна»)
- 2018 — Лонг-лист литературной премии им. Эрнеста Хемингуэя, Канада (Роман «Маленькая Луна»)
- 2019 — Лауреат Международной литературной премии им. Антуана де Сент-Экзюпери, Франция-Германия-США «За выдающуюся творческую деятельность»
- 2019 — Лауреат Международного конкурса им. Де Ришельё, премия «Бриллиантовый Дюк», Украина (Сборник эссе и афоризмов «Личная коллекция. Magnum Opus»)
- 2019 — Лауреат конкурса «Международная литературная премия им. Марка Твена», США-Канада (Сборник эссе и афоризмов «Личная коллекция. Magnum Opus»)
- 2020 — Финалист Германского международного литературного конкурса русскоязычных авторов «Лучшая книга года» (Сборник «Шёлковый шёпот желаний»)
- 2020 – Лауреат Международного конкурса им. Де Ришельё, премия «Бриллиантовый Дюк», Украина (Сборник повестей и рассказов «Шёлковый шёпот желаний")
- 2019 — Избрание академиком Международной академии литературы, искусства и коммуникаций (Германия)
- 2021 –  Избрание академиком Международной академии развития литературы и искусства (Канада)
- 2021 – Приглашение к участию в проекте "Русские зарубежные писатели начала XXI века. Автобиографии" (Германия)
- 2022 –  Лауреат международной литературной премии им. Эрнеста Хемингуэя, Канада (рассказ "Маленькая разбойница")
- 2025 –  Лауреат международной литературной премии им. Ю. Олеши, Канада (книга "Urbi et Orbi. Эссе и афоризмы")